# アンダーセン・サーモスタット
アンダーセン・サーモスタット（英: Andersen thermostat）は、定温条件を維持するための分子動力学法における提案である。選ばれた原子または分子の速度の再配分に基づいている。新しい速度は任意の温度についてのマクスウェル・ボルツマン統計によって与えられる。